# سس فرانسوی
سس فرانسوی، در غذاهای آمریکایی و محصولاتی که از فروشگاه در ایالات متحده خریداری می‌شود، یک سس خامه ای است که رنگ آن از نارنجی کم رنگ تا قرمز روشن متفاوت است. از روغن، سرکه، شکر و طعم دهنده‌های دیگر ساخته می‌شود که رنگ آن از گوجه فرنگی و اغلب پاپریکا به دست می‌آید. این در طیفی بین سس روسی و کاتالینا وجود دارد.
در قرن نوزدهم، سس فرانسوی مترادف با وینگرت بود، که هنوز هم تعریفی است که توسط صنعت آشپزی حرفه ای آمریکا استفاده می‌شود. از اوایل قرن بیستم، دستور العمل‌های آمریکایی برای سس فرانسوی اغلب طعم دهنده‌های دیگری از جمله سس ووسترشر، آب پیاز، سس کچاپ، شکر و سس تاباسکو را به وینیگرت اضافه می‌کردند، اما نام خود را حفظ کردند. در دهه ۱۹۲۰، سس فرانسوی بطری شده به عنوان «پارس فرانسوی ۱۸۹۰ میلانی» فروخته می‌شد، اما مشخص نیست که آیا در آن زمان شامل سس کچاپ می‌شد یا خیر. نسخه مدرن شیرین و رنگی نارنجی تا قرمز از استفاده از پاپریکا و گوجه فرنگی است. سس فرانسوی به‌طور کلی نارنجی کم رنگ و کرمی است، در حالی که سس فرانسوی کاتالینا قرمز روشن و کمتر خامه ای است. در ساحل خلیج می‌سی‌سی‌پی، فرو بردن پیتزا در سس فرانسوی کاتالینا یک روش معمول است.
برندهای رایج پانسمان فرانسوی در ایالات متحده عبارتند از Annie's، Bernstein's، Dorothy Lynch، هاینز، Ken's، کرفت فودز، Newman's Own، Marzetti، Wish-Bone.

## تاریخچه
سس فرانسوی یکی از چهار سس مادری بود که آنتونین کارمه در قرن نوزدهم میلادی دستور ساخت آن را در جزوه‌های آشپزی خود نوشت. آنتونین کارمه یکی از اولین سرآشپزهایی بود که به‌شکل نظام‌مند و اصولی دستور ساخت سس‌های مختلف را تدوین کرد. بعدها بر روی هر کدام این چهار سس به نام‌های: تومات، بشامل، ولوت و اسپاگنول نام سس فرانسوی گذاشته شد. در قرن بیستم میلادی دستور ساخت این سس با اضافه کردن مواد جدیدی مثل مایونز باز هم تغییر کرد. فلفل، پاپریکا، پیاز خردشده، سرکه، سس کچاپ یا مایونز ترکیبات متغیر این سس هستند. سس فرانسوی برخلاف سس‌های هم‌خانواده‌اش بیشتر مواقع مزه‌ای تند دارد و بیشتر از ساندویچ، روی سالاد سرو می‌شود.

## مقررات

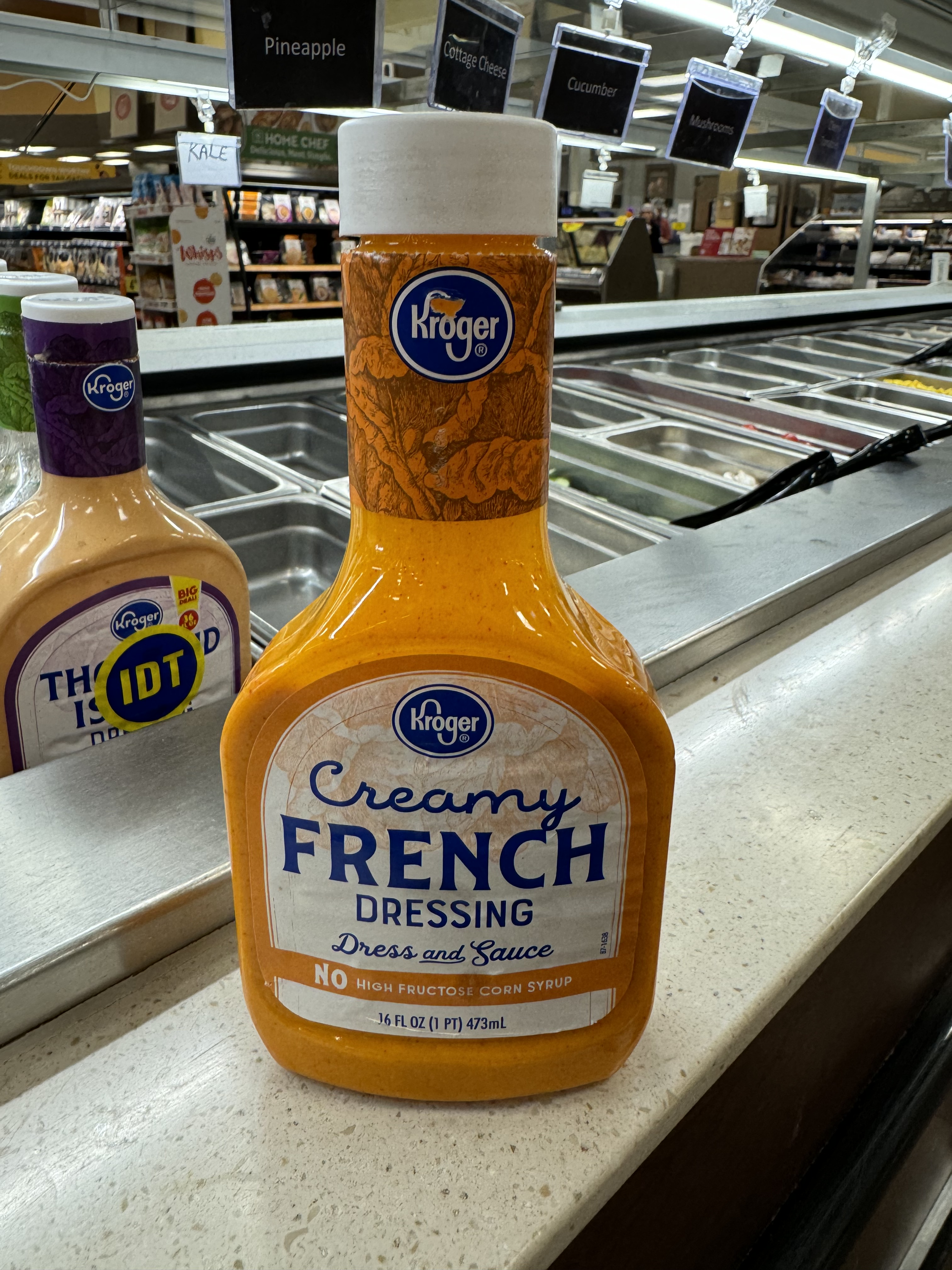
سس فرانسوی کروگر

در ایالات متحده، سس فرانسوی با استانداردهای فدرال تنظیم می‌شد. بین سال‌های ۱۹۵۰ تا ۲۰۲۲، سازمان غذا و دارو (FDA) سس فرانسوی را با الزامات سخت‌گیرانه روغن نباتی، سرکه، آب لیمو یا لیموترش، نمک، شکر، رب یا پوره گوجه‌فرنگی و ادویه‌های انتخابی استاندارد تنظیم کرد. در ۱۲ ژانویه ۲۰۲۲، FDA استاندارد هویت را لغو کرد و در ایالات متحده مواد تشکیل دهنده می‌تواند به انتخاب سازنده باشد.
در کانادا، مقررات غذا و داروی قانون غذاها و داروها بیان می‌کند که سس فرانسوی باید با استفاده از ترکیب روغن گیاهی و سرکه یا آب لیمو تهیه شود و محصول نهایی باید حداقل ۳۵ درصد روغن گیاهی داشته باشد.